# Poiretia algira
Poiretia algira ist eine in Algerien heimische räuberische Landschnecke aus der Familie der Spiraxidae, die zur Unterordnung der Landlungenschnecken (Stylommatophora) gehört.

## Merkmale
Das rechtsgewundene, spindelförmige Gehäuse wird beim erwachsenen Tier etwa 3,4 bis 4,7 cm lang und erreicht einen Durchmesser von etwa 1,4 bis 2,0 cm, womit es breiter als bei anderen Arten der Gattung ist. Auch die Gehäusemündung ist mit einem Durchmesser von etwa 7 mm bis 11 mm relativ breit. Die Oberfläche des Gehäuses ist hellgelb mit brauner Schattierung.
Die ovalen, gelblichen Eier sind etwa 6,5 mm bis 8 mm lang und 3,6 mm bis 4,3 mm breit.

## Verbreitung
Poiretia algira ist in Algerien entlang der Mittelmeerküste zu finden.

## Ernährung
Poiretia algira ernährt sich von anderen Gehäuseschnecken unterschiedlichster Arten. Je nach Beuteart ätzt sie mit einem sauren Sekret für diese Raubschneckengattung charakteristische Löcher in deren Gehäuse – so bei Landdeckelschnecken – oder gelangt über die Gehäusemündung an das Opfer. Darüber hinaus frisst diese Schnecke Regenwürmer.